# Стрелков, Сергей Павлович (конструктор боеприпасов)
Сергей Павлович Стрелков — конструктор боеприпасов, лауреат Сталинской премии.
С 1932 г. рабочий цеха № 4 завода № 67 (НИО-67). В том же году по направлению поступил на вечернее отделение Артиллерийской академии им. Дзержинского (окончил в конце 1937 г.).
В 1937 г. возглавил работы по посадочной ракете, задача которой состояла в освещении аэродрома при посадке самолета в темноте. В 1940 году посадочные ракеты ПР-8 прошли государственные испытания.
В 1942 году за создание бомб ЗАБ-100ЦК и САБ-100-55 конструкторам ГСКБ-47 С. П. Стрелкову, В. А. Преображенскому, М. А. Ефимову и А. П. Якушеву присуждена Сталинская премия.
В 1942—1945 начальник научно-исследовательского отдела, на который возлагались задачи: обезвреживание невзорвавшихся немецких боеприпасов, расснаряжение боеприпасов, захваченных на немецких складах, изучение и восстановление наиболее эффективных из них.
В 1945—1946 начальник отдела № 53 (Авиационное вооружение) ГЦКБ-1.
С 1946 г. начальник отдела № 3 НИИ-1 МСХМ.